# 光尾海龍屬
光尾海龍屬，為輻鰭魚綱棘背魚目海龍科的其中一屬。

## 下属物种
- 帶紋光尾海龍（Festucalex cinctus）
- 紅光尾海龍（Festucalex erythraeus）
- 吉氏光尾海龍（Festucalex gibbsi）
- Festucalex kulbickii
- 長光尾海龍（Festucalex prolixus）
- 西澳光尾海龍（Festucalex scalaris）
- 沃斯氏光尾海龍（Festucalex wassi）